# Such a Little Queen
Such a Little Queen é um filme mudo produzido nos Estados Unidos e lançado em 1914. É atualmente considerado filme perdido.